# Коман (гора)
Ко́ман (Комин, Комен) — гора в Чивчинських горах (частина Мармароського масиву, Карпати). Розташована на півдні Верховинського району Івано-Франківської області, на південний схід від села Буркут.
Висота 1723,6 м (за іншими даними — 1721 м). Гора має овальну форму, схили стрімкі (особливо західні та південні). Вершина і привершинна частина незаліснена.
На південний схід розташована гора Команова, на північний схід — Прилучна. Через вершину проходить українсько-румунський кордон.